# Метановое число
Метановое число — показатель, характеризующий детонационную стойкость газообразного топлива (способность топлива противостоять самовоспламенению при сжатии) для двигателей внутреннего сгорания. Число равно содержанию (в процентах по объёму) метана в его смеси с водородом, при котором эта смесь эквивалентна по детонационной стойкости исследуемому топливу в стандартных условиях испытаний.
Метановое число 100 соответствует чистому метану (детонационно стойкий). Метановое число 0 соответствует водороду (нестойкий). Некоторые топлива имеют метановое число больше 100, такие топлива сравниваются со смесью метана и углекислого газа. По определению метановое число для таких топлив рассчитывается как 100 + объёмное содержание (в процентах) CO2 в смеси с метаном. 